# Almukantarat

Almukantarat

Almukantarat – koło małe na sferze niebieskiej, którego płaszczyzna jest równoległa do płaszczyzny horyzontu astronomicznego. Almukantaraty przechodzą przez punkty o stałej wysokości nad horyzontem. Występują w horyzontalnym układzie współrzędnych.  